# Frontal d'altar de Sant Pere de Boí
El frontal d'altar de Sant Pere de Boí és una pintura romànica conservada al Museu Nacional d'Art de Catalunya, que ha estat atribuït al taller de la Ribagorça. El frontal d'altar prové de l'església de Sant Pere de Boí i està datat al segle xiii. La figura central de la taula representa Sant Pere, com es reconeix per les claus que porta a la mà. L'envolten diverses escenes de la seva vida, en algunes d'elles acompanyat de Sant Pau. Les siluetes tenen els colors plans vius propis del romànic i el to daurat està present a les sanefes que divideixen les quatre cel·les i al fons sobre fusta.